# Lniano
Lniano is een dorp in het Poolse woiwodschap Koejavië-Pommeren, in het district Świecki. De plaats maakt deel uit van de gemeente Lniano en telt 1200 inwoners.

## Verkeer en vervoer
- Station Lniano